# Cmentarz żydowski w Przewozie
Cmentarz żydowski w Przewozie – zajmuje powierzchnię 10,94 ha, na której zachowało się kilka nagrobków. Nekropolia jest zdewastowana i nieuporządkowana.